# 55 del Cranc e
55 del Cranc e (55 Cancri e), també anomenat Janssen, Rho Cancri e o HD 75732 e, és un planeta extrasolar que orbita al voltant de l'estrella nana groga 55 Cancri, a més a més de ser el primer quant a distància del seu sistema planetari. Està situat a la constel·lació de Càncer, a estimadament 50 anys llum de distància a la Terra. No se sap si Rho Cancri e és un planeta terrestre o gasós, però la majoria d'arguments apunten que és un gegant gasós.

## Descobriment

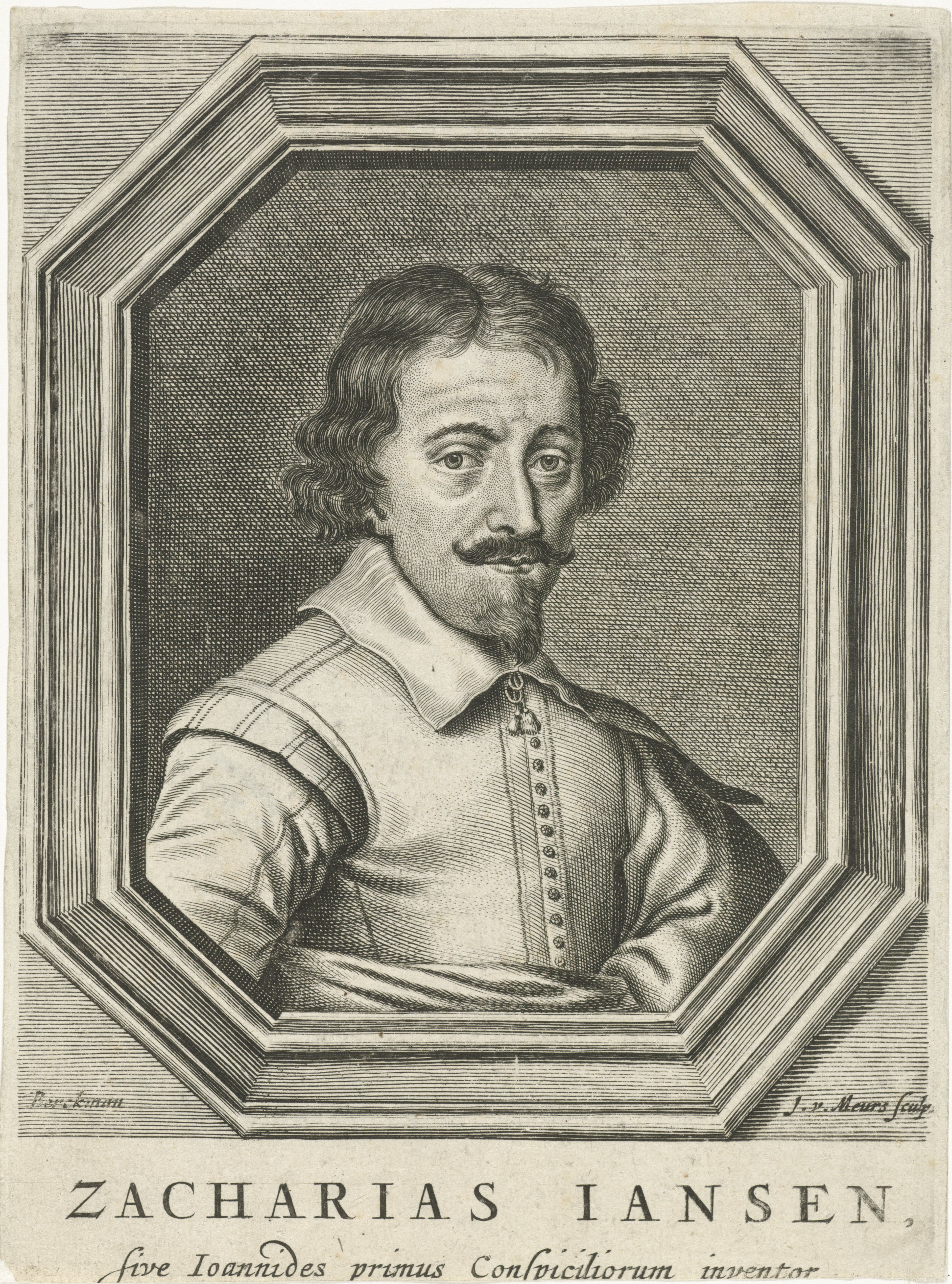
Zacharias Janssen.

Aquest exoplaneta va ser descobert el 31 d'agost del 2004 per un equip d'astrònoms encapçalat per Barbara McArthur, a Texas, Estats Units. El mètode de descobriment va ser la velocitat radial, que consisteix a mesurar la influència gravitacional del planeta en la seva estrella. En el moment del seu descobriment, es coneixien fins a tres planetes en aquest sistema; a més a més, el seu descobriment es va anunciar al mateix temps que el d'un altre Neptú ardent, Gliese 436 b.
Fou anomenat Janssen per la Unió Astronòmica Internacional a proposta de la Koninklijke Nederlandse Vereniging voor Weer- en Sterrenkunde (Reial Associació Neerlandesa de Meteorologia i Astronomia). Fa honor a l'òptic neerlandès Zacharias Janssen (1580-1630) fou un fabricant d'ulleres holandès a qui sovint se li atribueix la invenció del microscopi i, més controvertidament, la invenció del telescopi.

### Disputa existencial
El 2005, l'existència de 55 Cancri e va ser qüestionada per l'astrònom americà Jack Wisdom. Segons ell, en comptes d'aquest planeta d'un període de translació de 2,8 dies, similar a Neptú, existia un altre planeta també similar a Neptú, amb un període orbital de 261 dies. El 2007, l'equip de Barbara McArthur va publicar una nova anàlisi que va confirmar l'existència d'ambdós planetes. A aquest segon món, se li va atorgar la designació de 55 Cancri f.

## Característiques
55 Cancri e és considerat sovint un Neptú ardent, és a dir, un planeta amb una massa molt similar a la del quart gegant gasós del sistema solar, i que se sobreescalfa per diversos factors. En el cas d'aquest planeta extrasolar, la seva elevada temperatura, que segurament supera els 1.273 K, és deguda a la seva proximitat a l'estel al voltant del qual orbita, tan sols a 0,038 ua de distància mitjana, que serien aproximadament 5,7 milions de quilòmetres.
En el cas que sigui un planeta terrestre, hi ha diverses teories al respecte. Una d'aquestes diu que és el nucli d'un gegant gasós sense grans dotacions de massa. Aquesta teoria està descartada, ja que els gegants gasosos poden "sobreviure" llargs períodes en zones interiors d'un sistema planetari. L'altra teoria és la volatilització dels gasos a causa de l'enorme radiació ultraviolada de l'ejecció de massa coronal. Això hauria fulminat la majoria dels gasos de l'atmosfera, cosa per la qual és la més acceptada.
El 2011, es va confirmar un trànsit del planeta davant del seu estel, això va permetre el càlcul de la seva densitat. Al principi, es va creure que es tractava d'un planeta d'aigua. Però no es va trobar mai la seva signatura de trànsit Lyman-alfa, la qual cosa podria significar que es tractés d'un planeta de diòxid de carboni en comptes d'un planeta d'aigua.
Així, 55 Cancri e seria un planeta constituït per materials rics en carboni i no tant un planeta ric en materials d'oxigen, com els planetes terrestres del sistema solar. En aquest cas, aproximadament un terç de la massa del planeta seria carboni, la major part del planeta estaria en forma de diamant a causa de les temperatures i les pressions de l'interior del planeta.

## Sistema coplanari
Observacions del gran telescopi espacial Hubble indiquen que el planeta tindria 53° d'inclinació respecte al pla del cel; a més a més, aquesta observació s'ha realitzat amb tots els planetes d'aquest sistema, cosa que, si es confirmés, donaria lloc a un sistema coplanari, és a dir, un sistema on tots els seus planetes tinguin la mateixa inclinació. Segons aquestes observacions, la massa real d'aquest planeta serien 0,8 masses neptunianes.

## Sistema planetari 55 Cancri
| Planeta                        | Massa (MJ)    | Semieix major (ua) | Període orbital (d) | Excentricitat |
|                                |               |                    |                     |               |
| 55 Cnc e                       | 0,027         | 0,016              | 0,74                | 0,17 ± 0,04   |
| 55 Cnc b                       | ≥ 0,83        | 0,11               | 14,65               | 0,010 ± 0,003 |
| 55 Cnc c                       | ≥ 0,17        | 0,24               | 44,36               | 0,005 ± 0,003 |
| 55 Cnc f                       | ≥ 0,16        | 0,78               | 259,8 ± 0,5         | 0,30 ± 0,05   |
| 55 Cnc d                       | ≥ 3,82 ± 0,04 | 5,74 ± 0,04        | 5 169 ± 53          | 0,014 ± 0,009 |
|                                |               |                    |                     |               |
| Sistema planetari de 55 Cancri |               |                    |                     |               |